# Odrie
Odrie is een plaats en voormalige gemeente in de stad (bashkia) Gjirokastër in de prefectuur Gjirokastër in Albanië. Sinds de gemeentelijke herindeling van 2015 doet Odrie dienst als deelgemeente en is het een bestuurseenheid zonder verdere bestuurlijke bevoegdheden. De plaats telde bij de census van 2011 433 inwoners.

## Bevolking
Volgens de volkstelling van 2011 telde de (voormalige) gemeente Odrie 433 inwoners. Dat is een daling vergeleken met 562 inwoners op 1 april 2001. De bevolking bestaat uit voor het merendeel uit etnische Albanezen (51,73 procent), gevolgd door een significante  gemeenschap van Aroemenen (31,31 procent) en leden van de Griekse minderheid (9,70 procent).
De bevolking van Odrie is sterk vergrijsd. Van de 432 inwoners waren er 51 tussen de 0 en 14 jaar oud, 233 inwoners waren tussen de 15 en 64 jaar oud en 149 inwoners waren 65 jaar of ouder.

#### Religie
Het christendom, met name de Albanees-Orthodoxe Kerk, is de grootste religie in Odrie.
| Religieuze samenstelling in de plaats (bashki) Odrie | Religieuze samenstelling in de plaats (bashki) Odrie | Religieuze samenstelling in de plaats (bashki) Odrie | Religieuze samenstelling in de plaats (bashki) Odrie | Religieuze samenstelling in de plaats (bashki) Odrie | Religieuze samenstelling in de plaats (bashki) Odrie |
| Deelgemeente                                         | Aantal inwoners (census 2011)                        | Islam (%)                                            | Katholieke Kerk in Albanië (%)                       | Albanees-Orthodoxe Kerk (%)                          | Bektashi (%)                                         |
| ---------------------------------------------------- | ---------------------------------------------------- | ---------------------------------------------------- | ---------------------------------------------------- | ---------------------------------------------------- | ---------------------------------------------------- |
| Odrie                                                | 433                                                  | 3,23                                                 | 0,69                                                 | 91,92                                                | -                                                    |